# Unforgettable (Robin-Schulz-Lied)
Unforgettable (englisch für „Unvergesslich“) ist ein Lied des deutschen DJs Robin Schulz, in Kooperation mit dem aus Buffalo (New York, Vereinigte Staaten) stammenden Singer-Songwriter Marc Scibilia. Das Stück ist die vierte Singleauskopplung aus seinem dritten Studioalbum Uncovered.

## Entstehung und Artwork
Geschrieben wurde das Lied gemeinsam vom Produzententeam Junkx (bestehend aus: Dennis Bierbrodt, Stefan Dabruck, Jürgen Dohr und Guido Kramer), Nolan Sipe, Robin Schulz sowie Marc Scibilia. Letztere beide produzierten das Stück auch in Zusammenarbeit mit dem deutschen Produzententeam Junkx. Junkx war zudem für die Tonaufnahme verantwortlich. Die Aufnahmen erfolgten in deren Junks Music Studios in Mülheim an der Ruhr. Gemastert wurde das Stück von Monoposto Mastering, unter der Leitung von Michael Schwabe. Unforgettable wurde unter dem Musiklabel Tonspiel veröffentlicht.
Auf dem Frontcover der Single ist – neben Künstlernamen und Liedtitel – Schulz zu sehen. Es ist in schwarz-weiß gehalten und zeigt lediglich Schulz’ Oberkörper. Er trägt einen schwarzen Kapuzenpullover, eine schwarze Lederjacke und eine Sonnenbrille in der sich Licht spiegelt, sodass seine Augen nicht zu erkennen sind. Lediglich die Aufdrucke des Künstlernamens und des Titels sind nicht in schwarz-weiß, diese sind in neon-grün gehalten. Das Coverbild wurde vom Berliner Fotograf Maximilian König geschossen und desgint.

## Veröffentlichung und Promotion
Die Erstveröffentlichung von Unforgettable erfolgte als Einzeldownload am 22. Dezember 2017. Die Single erschien zunächst in einer Remixversion des ungarischen DJ-Duos Stadiumx. Am 2. Februar 2018 folgte die Veröffentlichung der Album- bzw. Radioversion als Einzeldownload. Einen Monat später wiederum erschien mit Unforgettable (The Remixes) eine digitale Remix-EP am 2. März 2018. Diese beinhaltet Remixversion zu Unforgettable von namhaften DJs wie Alle Farben, Kryder oder auch Plastik Funk.
Der deutsche Fernsehsender RTL Television verwendete eine Version zu Unforgettable als Titelmusik für seine Spielshow Denn sie wissen nicht, was passiert.
Remixversionen
- Unforgettable (Alle Farben Remix)
- Unforgettable (Alle Farben Remix) (Extended Version)
- Unforgettable (Kryder Remix)
- Unforgettable (Lokee Remix)
- Unforgettable (Plastik Funk Remix)
- Unforgettable (Smash Remix)
- Unforgettable (Stadiumx Remix)

## Hintergrund
In einem Interview mit dem Billboard-Magazin verriet Schulz, das Unforgettable einer seiner Favoriten von seinem dritten Studioalbum Uncovered sei. Es sei einer seiner Favoriten, weil ihm besonders die Art wie sich das Stück aufbaut gefalle. Das Stück sei sehr intensiv, zugleich aber auch tanzbar. Weiter fügte Schulz an, dass Scibilias Stimme sehr gut zur Atmosphäre des Liedes beitrage. Er hoffe das es die Menschen so wie er selbst möge.

‘Unforgettable’ is one of my favorite tracks on my third album Uncovered because of the way it builds up. It’s very intense but also danceable, and Marc Scibilia’s voice adds very well to the atmosphere of the song. I hope people will like it as much as I do!

## Inhalt
Der Liedtext zu Unforgettable ist in englischer Sprache verfasst und der Titel bedeutet ins Deutsche übersetzt so viel wie „Unvergesslich“. Die Musik und der Text wurden gemeinsam vom Produzententeam Junkx, Nolan Sipe, Robin Schulz und Marc Scibilia geschrieben. Musikalisch bewegt sich das Lied im Bereich des House und der Popmusik. Das Tempo der Radioversion beträgt 110, das der Remixversion 126 Schläge pro Minute. Das Lied beginnt mit der ersten Strophe, auf die der Refrain folgt. Der gleiche Vorgang wiederholt sich mit der zweiten Strophe. Nach dem zweiten Refrain folgt ein kurzes Interludium, ehe der dritte und letzte Refrain folgt. Interpretiert wird das Lied nur von Scibilia. Schulz wirkt lediglich als DJs mit. Inhaltlich handelt das Lied von einer kurzen, unvergesslichen Liebschaft.
| “Every step I take, everywhere I go, I see your face – unforgettable. Every heart you break, you will never know, I see your face – unforgettable.” – Refrain, Originalauszug | „Jeden Schritt den ich mache, wohin ich auch gehe, sehe ich dein Gesicht – unvergesslich. Jedes Herz das du brichst, du wirst es niemals erfahren, ich sehe dein Gesicht – unvergesslich.“ – Refrain, Übersetzung |

## Musikvideo
Das Musikvideo zu Unforgettable wurde auf Teneriffa in Spanien gedreht und feierte am 19. Januar 2018 auf YouTube seine Premiere. Scibilia taucht selbst nicht im Musikvideo auf. Regie führten Maxim Rosenbauer und Moritz Ross, Rosenbauer zeichnete bereits für das Musikvideo zu Prayer in C (Robin Schulz Remix) verantwortlich. Bis Februar 2023 zählte das Musikvideo über 27 Millionen Aufrufe bei YouTube.
Das Musikvideo beschreibt die Geschichte einer „Gangstertour“ um die Mädels Lisa (gespielt von Leonie Otto) und Lola (gespielt von Bolu Aw), die sich selbst als „sisters4life“ bezeichnen. Dabei wird ein Auto der Marke Mercedes-Benz im Rahmen einer Produktplatzierung in Szene gesetzt. Während ihres Abenteuers schießen die beiden immer wieder Selfies, die sie auf ihren Social-Media-Kanälen hochladen. Zunächst beginnt das Musikvideo mit einem kurzen Vorausblick auf das Ende. Danach folgt der Anfang der Geschichte, bei dem die beiden zusammen vor einer kleinen Hütte sitzen und mittels Smartphone den vergangenen Party-Abend Revue passieren lassen. Als es den Anschein macht, dass sich die beiden nach der kurzen „Affäre“ voneinander verabschieden wollen, fährt ein Mann mit seinem Mercedes-Benz vor. Dieser lässt seinen Mercedes unbeaufsichtigt, mit Schlüssel, am Straßenrand stehen. Die zwei schauen sich gegenseitig an, halten kurz Händchen, ehe sie in das Auto einsteigen und zu einem „Road Trip“ aufbrechen. Der eigentliche Fahrzeugführer versucht die beiden vergeblich zu stoppen. Nach einer Fahrt durch die Landschaftszüge Teneriffas müssen die Freundinnen zur Tankstelle. Im Handschuhfach finden sie eine Waffe, mit der sie sie Tankstelle überfallen wollen. In der Tankstelle arbeitet ein junger Mann, der keinen Anstand macht, die beiden am Raub zu hindern. Stattdessen schmachtet er Lisa an, während Lola das Geld aus der Kasse nimmt. Kurz vor der Flucht gibt Lisa dem Jungen noch einen Wangenkuss. Am Abend checken sie in einem Hotel ein. Dabei springen sie in ein bereits geschlossenes Schwimmbecken, wobei sie sich vor einem Kontrolleur erfolgreich mittels Tauchvorgang verstecken können. Nach dem Abtrocknen sitzen sie zusammen auf dem Bett ihres Hotelzimmers, wobei sie sich ihre Bilder ansehen, während der Fernseher im Hintergrund läuft. Während einer Nachrichtensendung berichtet der Sprecher (gespielt von Robin Schulz) von den beiden Mädels. Die Schlagzeile lautet: „Robbery Goes Viral – 2 Young Girls Positing Crimes“ (englisch für „Raub geht viral – 2 junge Mädchen posten Verbrechen“). Die beiden erfreuen sich an dem Beitrag und springen auf dem Bett umher, während sie mit Geld um sich werfen. Am nächsten Morgen fahren sie umgestylt und mit Abendkleidern bekleidet weiter. Sie kommen an einer Polizeistreife vorbei, die sich abseits von ihrem Streifenwagen unterhalten. Die beiden Mädels schauen sich wieder gegenseitig ins Gesicht, bevor sie eine Bezinspur legen und das Polizeiauto in die Luft jagen. Kurz danach erscheint nochmals der Nachrichtensprecher mit dem neuen Beitrag: „Bad Girls Burned Police Car – Reward 10.000$“ (englisch für „Böse Mädels brannten Polizeiwagen nieder – Belohnung 10.000$“). Das Video endet mit den Mädels, die vor den Wachmännern wegrennen.

## Mitwirkende
| Liedproduktion - Junkx: Komponist, Liedtexter, Musikproduzent, Tonmeister - Nolan Sipe: Komponist, Liedtexter - Robin Schulz: DJ, Komponist, Liedtexter, Musikproduzent - Michael Schwabe: Mastering - Marc Scibilia: Gesang, Komponist, Liedtexter, Musikproduzent | Artwork - Maximilian König: Artwork, Fotograf (Cover) Unternehmen - Junkx Music Studios: Tonstudio - Monoposto Mastering: Mastering - Tonspiel: Musiklabel |

Musikvideo (Auswahl)
- Kai Amundsen: Schauspieler (Polizist)
- Bolu Aw: Schauspieler (Lola)
- Pasquale Biondolillo: Schauspieler (Polizist)
- Emma Borg: Filmproduzent
- Meri Civico: Filmproduktionsleitung
- EASYdoesit: Filmproduzent
- Jana Geiss: Assistent der Filmproduktionsleitung
- Dennis Glomm: Kameraassistent
- Dimitri Hempel: Kameramann
- Hugo Line: Assistent der Filmproduktionsleitung
- Luis Izquierdo: Kameraassistent
- Konstantin Nerger: Regieassistent
- Leonie Otto: Schauspieler (Lisa)
- Lucas Pintos: Oberbeleuchter
- Joseph Roncelli: Filmproduktionsleitung
- Maxim Rosenbauer: Filmeditor, Regisseur
- Moritz Ross: Filmeditor, Regisseur
- Till Sander: Assistent der Filmproduktionsleitung
- Cesar Santana: Schauspieler (Tankstellen-Mitarbeiter)
- Robin Schulz: Schauspieler (Nachrichtensprecher)

## Kommerzieller Erfolg

### Chartplatzierungen
Unforgettable verfehlte zunächst einen Charteinstieg bei seiner Erstveröffentlichung. In Deutschland platzierte sich die Single zunächst lediglich auf Position vier der Single-Trend-Charts. Erstmals stieg Unforgettable am 28. Januar 2018 in die Single Trending Charts ein. Insgesamt hielt sie sich dort vier Wochen auf, ehe am 23. Februar 2018 der Sprung in die offiziellen deutschen Single Top 100 gelang. Dort erreichte die Single mit Position 13 seine höchste Notierung und platzierte sich insgesamt 23 Wochen in den Top 100. In den deutschen Dancecharts erreichte die Single Position vier und hielt sich insgesamt 23 Wochen in den Charts. Darüber hinaus erreichte die Single Position eins der deutschen Airplaycharts. Des Weiteren konnte sich die Single mehrere Wochen in den Tagesauswertungen der deutschen iTunes-Charts platzieren und erreichte am 13. März 2018 die Spitzenposition. Neben der regulären Version von Unforgettable konnte sich auch an vier Tagen die Remixversion von Alle Farben in den Tagesauswertungen der deutschen iTunes-Charts platzieren (Höchstplatzierung: #36). In Österreich erreichte die Single in 16 Chartwochen Position 31 und in der Schweiz in einer Chartwoche Position 61 der Charts. 2018 platziere sich die Single auf Position 60 der deutschen Single-Jahrescharts. In den deutschen Airplay-Jahrescharts belegte die Single Rang drei und war damit der höchstplatzierte Titel eines deutschen Interpreten. Außerhalb der deutschsprachigen Staaten feierte das Lied unter anderem in Ungarn große Erfolge, wo sich die Single zwei Wochen an der Chartspitze platzieren konnte.
Für Schulz als Interpret ist dies der 13. Charterfolg in Deutschland sowie jeweils sein zwölfter in Österreich und der Schweiz. Als Produzent ist es sein elfter Charterfolg in Deutschland sowie jeweils sein zehnter in Österreich und der Schweiz. In seiner Autorentätigkeit erreichte Schulz mit Unforgettable zum zehnten Mal die deutschen Singlecharts sowie jeweils zum neunten Mal die österreichischen und Schweizer Charts. Für das Produzenten-Trio Junkx ist Unforgettable in ihrer Autorentätigkeit der zwölfte Charterfolg in Deutschland sowie der achte in Österreich und der siebte in der Schweiz. Als Produzent erreichten sie zum elften Mal die deutschen Singlecharts sowie jeweils zum achten Mal die Charts in Österreich und der Schweiz. Dabruck erreichte hiermit nach I Believe I’m Fine zum zweiten Mal die Singlecharts als drei Länder. Nipe und Scibilia erreichten mit Unforgettable erstmals die Charts im deutschsprachigen Raum.
| ChartsChartplatzierungen | Höchstplatzierung | Wochen |
| ------------------------ | ----------------- | ------ |
| Deutschland (GfK)        | 13 (23 Wo.)       | 23     |
| Österreich (Ö3)          | 31 (16 Wo.)       | 16     |
| Schweiz (IFPI)           | 61 (1 Wo.)        | 1      |

| ChartsJahrescharts (2018) | Platzierung |
| ------------------------- | ----------- |
| Deutschland (GfK)         | 60          |

### Auszeichnungen für Musikverkäufe
Im Juli 2018 wurde Unforgettable in Deutschland mit einer Goldenen Schallplatte für über 200.000 verkaufte Einheiten ausgezeichnet. Damit ist es für Schulz die neunte Single in Folge, die mindestens Gold-Status in Deutschland erreichte. Insgesamt ist es die 11. Single von Schulz, die in seiner Heimat zertifiziert wurde. Es folgte eine weitere Gold-Auszeichnung in Österreich. Insgesamt verkaufte sich Unforgettable über 215.000 Mal.

| Land/Region        | Auszeichnungen für Musikverkäufe (Land/Region, Auszeichnung, Verkäufe) | Verkäufe |
| ------------------ | ---------------------------------------------------------------------- | -------- |
| Deutschland (BVMI) | Gold                                                                   | 200.000  |
| Österreich (IFPI)  | Gold                                                                   | 15.000   |
| Insgesamt          | 2× Gold ·                                                              | 215.000  |

Hauptartikel: Robin Schulz/Auszeichnungen für Musikverkäufe